# Partido Comunista do Equador - Sol Vermelho
O Partido Comunista do Equador – Sol Vermelho (PCE-SV) (em castelhano:  Partido Comunista del Ecuador - Sol Rojo, em quíchua:  Ikwadurpa Kumunista Partidun - Puka Inti), ou apenas Puka Inti, é um partido comunista marxista-leninista-maoista equatoriano, e também organização guerrilheira ativa principalmente na província de Guayas. O partido participa do Movimento Comunista Internacional e possui ligações com o Partido Comunista do Peru (Sendero Luminoso), organização comumente vista como terrorista no Peru e Equador. Foi responsável por uma série de ataques terroristas contra infraestrutura pública na primeira metade dos anos 1990.

## História

### Precedentes
Diferente de seus vizinhos Peru e Colombia, o Equador não possui uma presença histórica extensa de grandes organizações guerrilheiras ou narcotraficantes, sendo a maior parte das organizações armadas atuantes no país originarias de nações vizinhas. Uma exceção notável foi a Alfaro Vive ¡Carajo! (AVC), guerrilha socialista ativa entre 1981 e 1991. Esta organização foi inicialmente próxima do Movimento Revolucionário Túpac Amaru, mas uma cisão do AVC se aliou ao rival deste, o Sendero Luminoso. Esta cisão viria a se tornar o PCE-SV.

### Origem e militarização
O PCE-SV teve origem em 1987, e foi responsável por uma série de ataques terroristas entre 1992 e 1994. Em sua publicação, Puka Inti, afirma em 1993:
| “ | … Durante estes últimos anos, nosso Partido vem exercendo a violência revolucionária abertamente, sem falsos sentimentalismos pequeno-burgueses e com profundo ódio de classe | ” |
|   | — Puka Inti. |   |

No entanto, devido a operações de contrainsurgência da polícia militar equatoriana, o PCE-SV se desmobilizou militarmente e entregou parte de suas armas. Posteriormente, o partido atribuiria o abandono de suas atividades militares ao despreparo frente às forças estatais, bem como à falta de rigidez ideológica do partido.

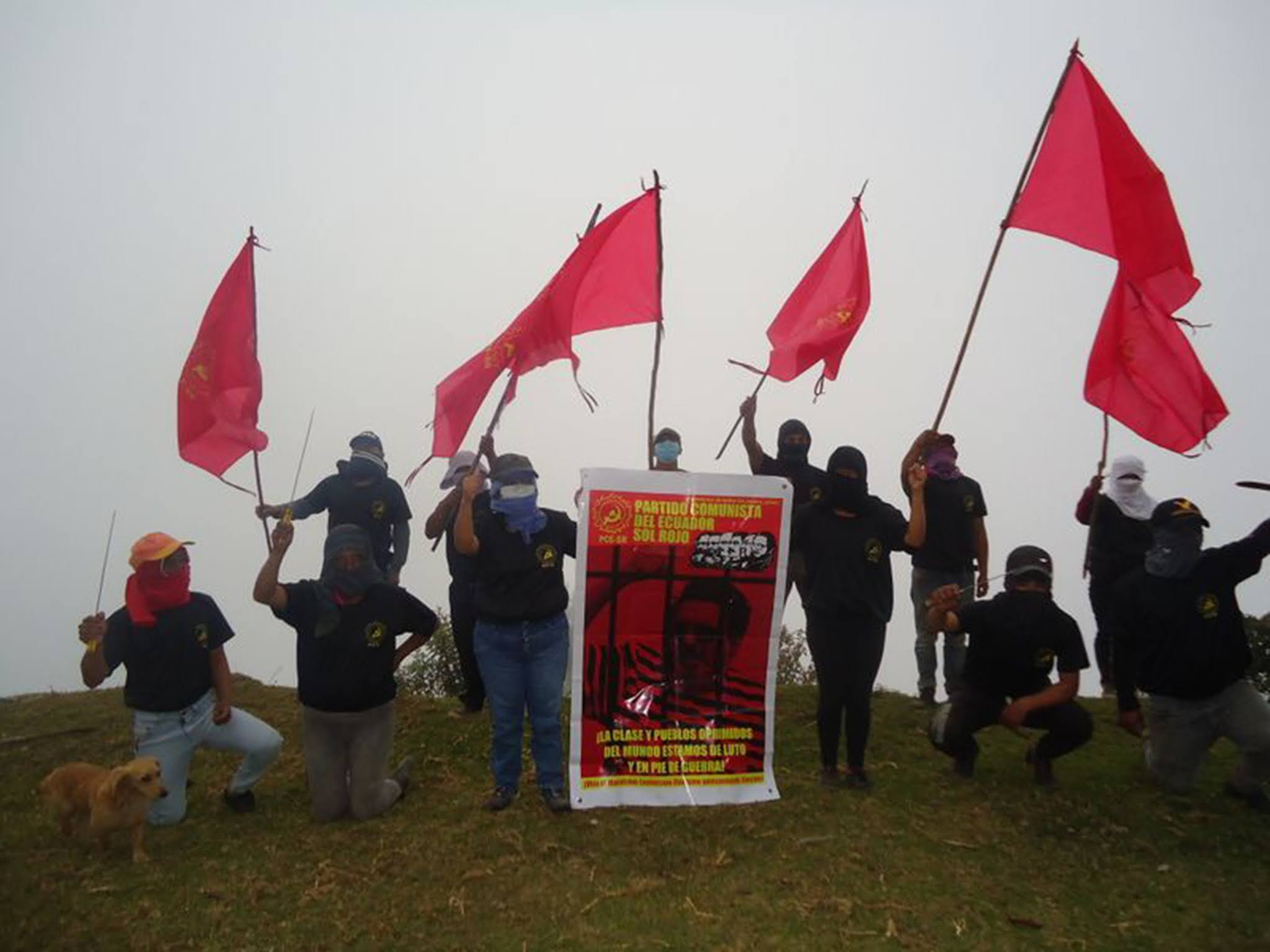
13 Militantes do PCE-SV durante uma celebração da vida de Abimael Guzmán

### Atuação após 1994
O PCE-SV, desde então, vem dedicando-se ao trabalho político, principalmente através de organizações como a Frente de Defesa das Lutas do Povo no Equador (FDLP-EC), a Frente de Defesa dos Trabalhadores de Imbabura (FDTI) e o Comitê de Camponeses Pobres (CCP). Este último mantém ligações com a Liga dos Camponeses Pobres no Brasil. O partido foi acusado, juntamente com outras quatro organizações, de realizar atividades violentas durante os protestos no Equador em 2022.
O PCE-SV mantém uma rivalidade com o Partido Comunista Marxista-Leninista do Equador, um partido hoxhaista ligado à Conferência Internacional de Partidos e Organizações Marxistas-Leninistas (Unidade e Luta); o PCMLE teria supostamente ajudado a polícia a atacar membros do PCE-SV.

## Ideologia
O PCE-SV é um partido Marxista-Leninista-Maoista. Como tal, ele defende como objetivo final o estabelecimento do comunismo no Equador através de uma série de revoluções. A primeira é uma Revolução de Nova Democracia anti-imperialista, em que um partido comunista de um país considerado "semi-feudal" lidera as classes camponesa e operária, em colaboração com a pequena burguesia e a burguesia nacional, no desenvolvimento material da industria do país até que essa esteja avançada o suficiente para prover as condições materiais para uma Revolução Socialista e, futuramente, Comunista. O PCE-SV considera o Equador um país semi-feudal, com um Capitalismo Burocrático financiado pelo Imperialismo americano, e defende a realização de uma Guerra popular prolongada no país para a implantação da Nova Democracia e do Socialismo.
Adicionalmente, o PCE-SV adota o Pensamento Gonzalo, a interpretação do Marxismo-Leninismo-Maoismo seguida pelo Sendero Luminoso, e reivindica a figura de Abimael Guzmán como grande liderança comunista. Juntamente com o Partido Comunista do Brasil (Fração Vermelha) e com o Servir o Povo (Noruega) da Noruega, o PCE-SV é um dos maiores defensores do Pensamento Gonzalo e do chamado "Principalmente Maoismo" internacionalmente.

## Ligações Externas
- Textos publicados pelo jornal do partido, Puka Inti, coletados pelo CeDeMA